# Peter Twist
Peter Twist, född 1709 i Stockholm, död där i juni 1754, var en svensk poet.
Twist blev auskultant i Svea hovrätt 1737, men blev aldrig befordrad. Han var en flitig tillfällighetstalare och rimmare. Han översatte Vergilius Æneis till svenska på prosa, men endast första delen (6 sånger) gavs ut 1747. I sina originalpoem visar han sig som en arvtagare till den andra schlesiska skolan. Hans behandling av språket påminner om den karolinska tidens skalder, men hade på Twists tid fallit ur modet. Bland hans utgivna dikter kan nämnas Några qväden, under enslig ro fattade (andra upplagan omkring 1742), Svea-Giöthars trohets och mandoms lof, uti ett skalde-tal (1742), Underdånig lyckönskan uppå Adolph Friedrichs födelse-dag (1744), Ett urgammalt fynd, öfvergifvet åt drotta-herrskapet öfver Svithiod (1752) och Thet prägtiga Stockholm (1753).